# Equus zebra
Pour les articles homonymes, voir Daw.
Espèce
Statut de conservation UICN

 VU C1 : Vulnérable
Statut CITES
Equus zebra, ou Zèbre de montagne, Zèbre vrai, ou encore daw, est une espèce de zèbre qui vit en Afrique du Sud et en Namibie. Les zèbres font partie de la famille des Equidae et du genre Equus.

## Description
Comme tous les zèbres, Equus zebra a un pelage rayé noir et blanc. Il n'existe pas deux individus exactement identiques. Les rayures peuvent être noires et blanches ou brun foncé et blanches. Les bandes couvrent l'ensemble de l'individu à l'exception du ventre. Le zèbre de montagne a également un fanon gulaire.
Les adultes ont une longueur de 2,2 m. La hauteur au garrot va de 1 m à 1,4 m. Ils pèsent généralement entre 240 et 372 kg.

## Distribution

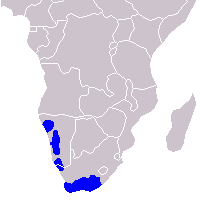
Habitat du zèbre des montagnes

Les zèbres de montagne vivent sur les plateaux, dans les escarpements et les éboulis rocheux en montagne, jusqu'à 2 000 m d'altitude. On les trouve en Afrique du Sud et en Namibie.

## Sous-espèces
Equus zebra compte deux sous-espèces :
- Zèbre de montagne de Hartmann - Equus zebra hartmannae, Matschie, 1898 ;
- Zèbre de montagne du Cap - Equus zebra zebra, Linnaeus, 1758.

Groves et Bell ont constaté que le zèbre de montagne du Cap présentait un dimorphisme sexuel, avec des femelles plus grandes que les mâles, ce qui n'est pas le cas chez les zèbres de montagne de Hartmann. Les bandes noires du zèbre de montagne de Hartmann sont minces avec intervalles blancs beaucoup plus larges alors que c'est l'inverse chez le zèbre de montagne du Cap.

## Galerie

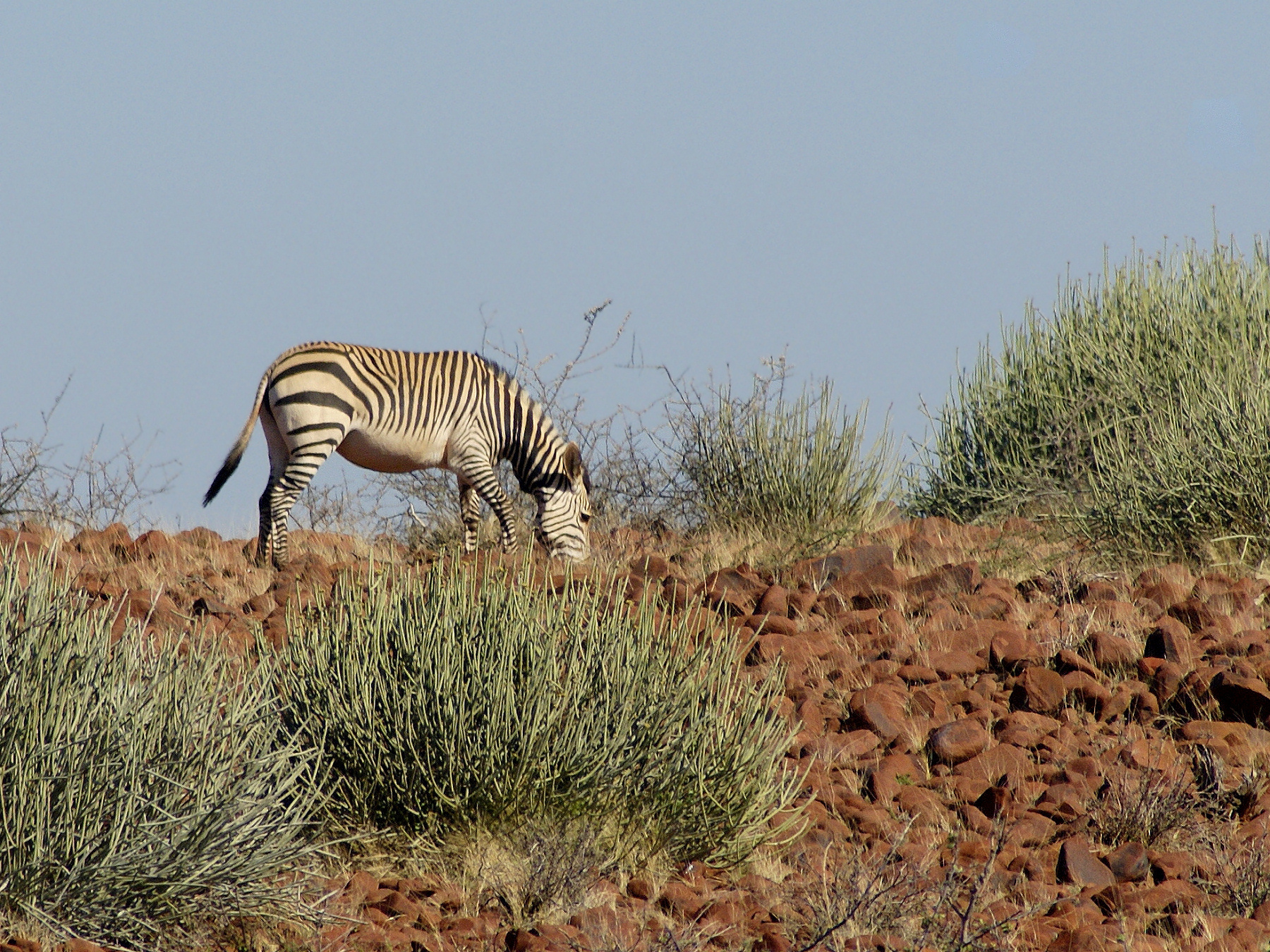
Zèbre de montagne de Hartmann sauvage
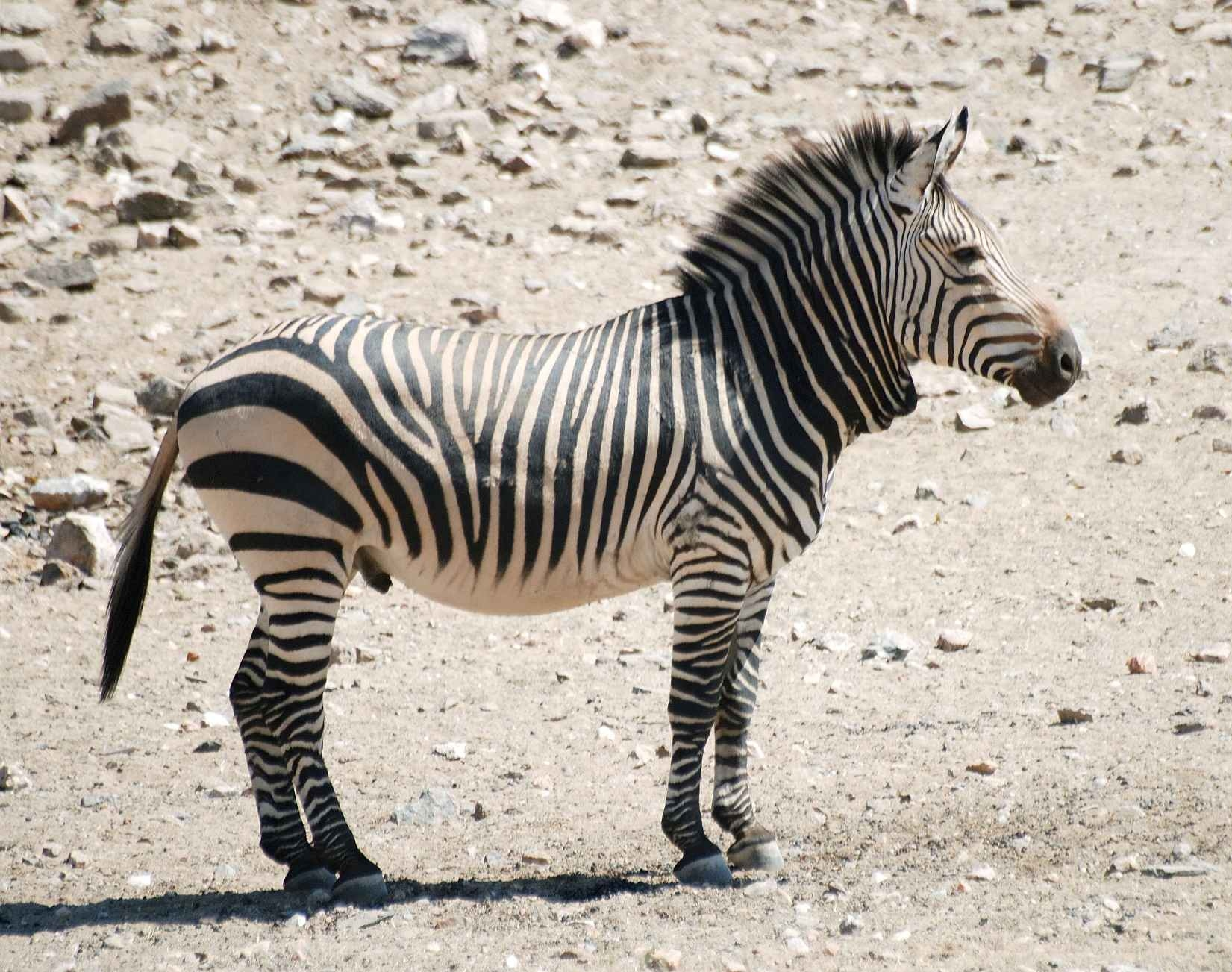
Zèbre de montagne de Hartmann avec un fanon gulaire bien visible